# مايكل وود
مايكل وود (بالإنجليزية: Michael Woud)‏ (16 يناير 1999 بأوكلاند في نيوزيلندا - ) هو لاعب كرة قدم نيوزلندي في مركز حراسة المرمى. شارك مع منتخب نيوزيلندا تحت 20 سنة ومنذ 2018 مع منتخب نيوزيلندا لكرة القدم.

## وصلات خارجية
- مايكل وود على موقع الاتحاد الدولي (مؤرشف)  (الإنجليزية)
- مايكل وود على موقع رابطة كرة القدم اليابانية للمحترفين (اليابانية)
- مايكل وود على موقع إي إس بي إن إف سي (الإنجليزية)
- مايكل وود على موقع قاعدة بيانات كرة القدم.إي يو (الإنجليزية)
- مايكل وود على موقع ناشيونال فوتبول تيمز (الإنجليزية)
- مايكل وود على موقع Soccerbase.com (لاعب) (الإنجليزية)
- مايكل وود على موقع Soccerway.com (الإنجليزية)
- مايكل وود على موقع عالم كرة القدم.نت (الإنجليزية)
- مايكل وود على موقع أوليمبيديا (الإنجليزية)
- مايكل وود على موقع اللجنة الأولمبية النيوزيلندية (الإنجليزية)